# Guinnessova knjiga rekorda
Guinnessova knjiga rekorda (eng: Guinness World Records) godišnji je pregled svjetskih rekorda, kako čovjekovih postignuća tako i prirodnih fenomena. 
Prvi put ju je 1955. godine objavila pivarska tvrtka „Guinness“. Danas se objavljuje u više od stotinu zemalja širom svijeta na više od 23 jezika. 
Godine 2005. godine izašlo je 50. jubilarno izdanje knjige.

## Hrvati u knjizi rekorda
- Đuka Siroglavić
- Veljko Rogošić
- Mario Mlinarić

## Vanjske poveznice
- Službene stranice